# گئورگی تاتاریان
گئورگی آندره‌ی تاتاریان (ارمنی: Գեորգի Անդրեյի Թաթարյան؛ زادهٔ ۲۴ ژوئن ۱۹۲۶) یک  سیاستمدار اهل ارمنستان است که از تاریخ ۱۹۹۰ تا تاریخ ۱۹۹۵ سمت نمایندگی دوره اول شورای عالی جمهوری ارمنستان را برعهده داشت.

## زندگی‌نامه
در 	۲۴ ژوئن ۱۹۲۶ در ارمنستان به دنیا آمد . 